# Видекинд II (Батенберг)
Видекинд II фон Батенберг (на немски: Widukind II von Battenberg; † сл. 12 май 1291 е граф на Батенберг (1238 – 1291). Доказан е в документи от 20 юни 1238 до 30 септември 1291 г.
Той е по-малък син на граф Видекинд I фон Батенберг и Витгенщайн († ок. 1237) и съпругата му Ида фон Рункел-Вестербург, дъщеря на Зигфрид III фон Рункел и наследничката от фамилията Лайнинген. Брат е на Вернер III фон Батенберг († ок. 1277), граф на Батенберг (1238), става тевтонец, и на Зигфрид I († сл. 1283), граф на Витгенщайн.
След смъртта на баща му (ок. 1237) братята управляват заедно и 1238 г. поделят собствеността в Батенберг и Витгенщайн. Видекинд II получава Батенберг. Той остава верен привърженик на архиепископите на Майнц. Той играе важна роля при конфликтите с ландграфовете на Хесен за наследството на Лудовингите след 1247 г. и сключва 1252 и 1259 г. съюз с Майнц против тях. Той успява да получи за своя град Батенберг правото да сече монети. Той дава собствености на манастир Георгенберг пред Франкенберг и поставя дъщеря си Маргарета там като монахиня.
От 1286 г. той управлява заедно със син си Херман II, който продава през 1291 г. половината графство на Майнц.
Наследниците на Видекинд II се наричат, с малки познати изключения, винаги графове фон Батенберг.

## Фамилия
Видекинд II фон Батенберг се жени за Елизабет фон Вайлнау (* 1256; † сл. 1291), незаконна дъщеря на граф Хайнрих IV фон Диц-Вайлнау (* ок. 1212; † сл. 1281). Те имат децата:
- Херман II фон Батенберг († 1310), граф на Батенберг, сърегент от 1286 г.
- Ида († сл. 1332), омъжена 1297 г. за Хайнрих господар на Валдек-Рененберг-Хунсрюк, рицар († сл. 1332)
- Маргарета, 1286 г. монахиня в Георгенберг при Франкенберг
- Грета († сл. 1291)
- Елизабет († 1300), омъжена за Валтер I господар фон Лисберг († 1297), син на Херман I фон Лисберг († сл. 1266)
- Хайнрих († сл. 1309)